# 織田長明
織田長明（日语：／ Oda Nagaaki，1660年—1699年8月5日）是日本江戶時代前期的大名。大和國戒重藩第3代藩主。長政流織田家第3代。父親是第2代藩主織田長定。

## 經歷
在萬治3年（1660年）出生，家中長男。寬文12年（1672年）8月6日，因為父親長定死去而繼承家督。延寶9年（1681年）3月19日，向幕府請求收宇陀松山藩藩主織田長賴的三男長清為養子（其他養子候補者還有旗本織田貞則、織田貞輝、柳本藩藩主織田成純，不過因為年齢問題而決定是長清）。
延寶9年（1681年）7月10日，以御目見的身份拜見將軍德川綱吉。天和3年（1683年）5月2日，因為病弱而隱居，並把家督讓予養嗣子長清。元祿6年（1693年）11月4日，被幕府許可移住至戒重。元祿12年（1699年）7月10日在戒重死去。享年40歲。墓所在現今奈良縣櫻井市芝的慶田寺。